# Vångelsta
Vångelsta är en bebyggelse i Uppsala-Näs socken i Uppsala kommun. 2015 avgränsade SCB här en småort. 
2018 hade antalet invånare ökat så att den då räknades som en tätort.

## Befolkningsutveckling
| Befolkningsutvecklingen i Vångelsta 2015–2020 | Befolkningsutvecklingen i Vångelsta 2015–2020 | Befolkningsutvecklingen i Vångelsta 2015–2020 | Befolkningsutvecklingen i Vångelsta 2015–2020 | Befolkningsutvecklingen i Vångelsta 2015–2020 |
| --------------------------------------------- | --------------------------------------------- | --------------------------------------------- | --------------------------------------------- | --------------------------------------------- |
|                                               |                                               |                                               |                                               |                                               |
| År                                            |                                               |                                               | Folkmängd                                     | Areal (ha)                                    |
| 2015                                          | 2015                                          |                                               | 155                                           | 13#                                           |
| 2020                                          | 2020                                          |                                               | 298                                           | 17                                            |
| Anm.: # Som småort.                           |                                               |                                               |                                               |                                               |